# Kirstjen Nielsen
Kirstjen Michele Nielsen, född 14 maj 1972 i Colorado Springs, Colorado, är en amerikansk jurist och politiker. Från den 6 december 2017 till 10 april 2019 var hon USA:s inrikessäkerhetsminister i Trumps kabinett då hon efterträdde John F. Kelly. Nielsen meddelade den 7 april 2019 att hon skulle avgå och att Kevin McAleenan blir tillförordnad inrikessäkerhetsminister. Hennes avgång trädde i kraft den 10 april 2019.

## Karriär
Nielsen föddes i Colorado Springs i Colorado, men växte upp i Clearwater i Florida. Hennes far har danskt ursprung och hennes mor italienskt ursprung.
Nielsen påbörjade sina akademiska studier vid Georgetown University, där hon 1994 avlade en kandidatexamen i internationell politik med inriktning på säkerhetsfrågor vid den välrenommerade institutionen School of Foreign Service. Hon studerade även ett år vid Nanzan University i Nagoya i Japan. Hon fortsatte sedan sina studier vid juristprogrammet på University of Virginia, där hon avlade juristexamen 1999.

## Inrikessäkerhetsminister
Den 11 oktober 2017 meddelade USA:s president Donald Trump att han valt att nominera Nielsen till inrikessäkerhetsminister som efterträdare för John F. Kelly som fått en annan roll i administrationen. Den 5 december 2017 godkändes nomineringen i USA:s senat och den 6 december tillträdde hon som inrikessäkerhetsminister.
The New York Times rapporterade i maj 2018 att Nielsen övervägt att avgå efter att president Trump kritiserat henne framför kabinetten för det påstådda misslyckandet att säkra USA:s gränser. The New York Times rapporterade att det var spänt mellan Nielsen och Trump efter att hon och andra DHS-tjänstemän motsatt sig Trumps uppmaning att skilja odokumenterade invandrarföräldrar från sina barn medan de är i förvar. Vid en utfrågning i kongressen den 15 maj 2018 vittnade Nielsen om att hon stödde Trumps uppmärksammade administrationspolitik där föräldrar och barn som korsat gränsen mellan USA och Mexiko skiljs åt.
I juni 2018 hävdade Nielsen att det inte fanns någon administrationspolitik gällande att skilja migrantfamiljer vid södra gränsen. Vid tidpunkten, hade Trump-administrationen inom sex veckor separerat ungefär 2000 migrerande barn från sina föräldrar. I motsats till Nielsens uttalande visade DHS webbplats att det fördes en politik för familjeseparation. Den 20 juni 2018 skrev emellertid president Trump under en presidentorder om att upphöra med familjeseparationerna.